# Die Zwei mit dem Dreh
Die Zwei mit dem Dreh (Originaltitel: Switch) ist eine US-amerikanische Krimiserie aus der Feder von Glen A. Larson, die zwischen 1975 und 1978 produziert wurde.

## Handlung
Frank MacBride ist ein pensionierter Polizeibeamter, Pete Ryan ein Betrüger, den MacBride einst ins Gefängnis gebracht hatte. Trotz dieser Vorgeschichte eröffnen die beiden nach der Haftentlassung von Ryan gemeinsam in Los Angeles ein Detektivbüro. Sie helfen Betrugsopfern, indem sie den Betrügern mit jeweils noch viel ausgeklügelteren Maschen das ergaunerte Geld wieder entwenden. Unterstützt werden sie von Restaurantbetreiber Malcolm Argos, wie Ryan ein ehemaliger Betrüger sowie von Maggie Philbin, der Sekretärin der Detektei.

## Hintergrund
Die Serie wies mit Robert Wagner, einem Film- und Fernsehstar, der zuvor unter anderem die Hauptrolle in der Serie Ihr Auftritt, Al Mundy und neben Peter Sellers in Der rosarote Panther gespielt hatte und für den Emmy und den Golden Globe nominiert war, sowie Eddie Albert, einem Oscar-Nominierten Routinier eine Starbesetzung auf. Weitere Hauptrollen übernahmen Sharon Gless, die in den 1980er Jahren als Christine Cagney in Cagney und Lacey zu Ruhm kam, sowie der Comedian Charlie Callas. Wiederkehrende Gastrollen hatten Jaclyn Smith, Anne Archer und Dionne Warwick. Als weibliche Gaststars traten Joan Collins, Kathleen Quinlan, Cheryl Ladd, Morgan Fairchild, Kim Cattrall und Maud Adams und andere auf. Zu den männlichen Gaststars zählten Ricardo Montalbán, Casey Kasem, Patrick Duffy und Sonny Bono. Zudem traten in verschiedenen Folgen mit Fernando Lamas und Lorenzo Lamas Vater und Sohn auf.
Die Serie weist einige Ähnlichkeiten mit dem Spielfilm Der Clou auf; so die Zusammensetzung aus dem weisen, älteren und dem jungen, gutaussehenden Partner und die Prämisse der betrogenen Betrüger. Eine ähnliche Handlung wies später auch Hustle – Unehrlich währt am längsten auf.

## Ausstrahlung in Deutschland
Die Serie erfuhr ihre Erstausstrahlung in Deutschland im April 1989. RTL Television wiederholte sie im darauf folgenden Jahr, seither wurde sie in Deutschland nicht wieder gesendet.